# Emergency on Planet Earth
| 전문가 평가                   | 전문가 평가 |
| 평가 점수                     | 평가 점수   |
| 출처                          | 점수        |
| ----------------------------- | ----------- |
| AllMusic                      | [ 1 ]       |
| Encyclopedia of Popular Music | [ 2 ]       |
| Entertainment Weekly          | B+          |
| MusicHound                    | 3/5         |
| Music Week                    | [ 5 ]       |
| The Philadelphia Inquirer     | .           |
| Q                             | [ 7 ]       |
| The Rolling Stone Album Guide | [ 8 ]       |
| Select                        | 4/5         |
| Smash Hits                    | [ 10 ]      |
| Uncut                         | 8/10        |

《Emergency on Planet Earth》는 1993년 6월 14일, S2 레코드에서 발매된 영국의 펑크 및 애시드 재즈 밴드 자미로콰이의 데뷔 스튜디오 음반이다. 발매 전, 밴드는 1992년 애시드 재즈 레코드에서 〈When You Gonna Learn〉으로 데뷔했고, 프론트맨 제이 케이는 소니 뮤직과 메이저 레이블 계약을 맺었다. 이 음반은 케이가 밴드를 결성하면서 프로듀싱되었으며 애시드 재즈 기반, 여러 층의 기악 편성, 사회적으로 부담스러운 가사가 특징이다.
이 음반에 대한 비평은 일반적으로 긍정적이었고 1970년대 스타일에 주목했다. 이 음반은 영국 음반 차트에서 1위에 올랐고 전 세계적으로 1,200,000장 이상이 팔렸다. 싱글 〈Too Young to Die〉는 영국 싱글 차트에서 10위에 올랐다. 이 음반의 리마스터드 버전은 음반 발매 20주년에 맞춰 2013년에 발매되었다.

## 배경
제이 케이가 음반사에 곡을 보내는 동안, 그는 아메리카 원주민과 퍼스트 네이션 사람들과 그들의 철학, 그리고 텔레비전 프로그램에서 코끼리를 쏜 것에 대한 분노에서 영감을 얻은 후 첫 번째 트랙 〈When You Gonna Learn〉을 작곡했다. 《인터뷰》에 따르면 이 노래는 또한 "인종차별에서 기업의 탐욕에 이르기까지 모든 것을 떠맡는다"고 한다. 케이는 이 곡이 음반의 "사운드, 멋, 그리고 컨셉"을 제시했다고 말했다. 녹음을 마친 후, 케이는 프로듀서와 싸웠고, 프로듀서는 가사의 절반을 꺼내 당시 차트 작성을 위해 곡을 만들었다. 이 곡이 자신의 취향에 맞게 복원되면서 케이는 "올바른 라이브 사운드의 적절한 라이브 밴드를 원한다"는 것을 깨닫게 되었다. 밴드의 이름은 "Jamiroquai(자미로콰이)"로, "Jam(잼)"이라는 단어와 아메리카 원주민 연합인 이로쿼이 연맹의 이름을 합친 것이다.

## 곡 목록
모든 곡들은 특별한 언급이 없는 한 제이 케이와 토비 스미스에 의해 작사/작곡하였다.
| #   | 제목                                  | 작사·작곡           | 재생 시간 |
| --- | ------------------------------------- | ------------------- | --------- |
| 1.  | 〈When You Gonna Learn (Digeridoo)〉  | 케이                | 3:47      |
| 2.  | 〈Too Young to Die〉                  |                     | 6:04      |
| 3.  | 〈Hooked Up〉                         |                     | 4:37      |
| 4.  | 〈If I Like It, I Do It〉             | 케이, 닉 반 겔더    | 4:35      |
| 5.  | 〈Music of the Mind (기악)〉          |                     | 6:22      |
| 6.  | 〈Emergency on Planet Earth〉         |                     | 4:04      |
| 7.  | 〈Whatever It Is, I Just Can't Stop〉 | 케이                | 4:07      |
| 8.  | 〈Blow Your Mind〉                    |                     | 8:33      |
| 9.  | 〈Revolution 1993〉                   |                     | 10:17     |
| 10. | 〈Didgin' Out (기악)〉                | 케이, 월리스 뷰캐넌 | 2:35      |

| #   | 제목                                     | 작사·작곡    | 재생 시간 |
| --- | ---------------------------------------- | ------------ | --------- |
| 1.  | 〈When You Gonna Learn (JK Mix)〉        | 케이         | 6:22      |
| 2.  | 〈Too Young to Die (Extended Mix)〉      |              | 10:08     |
| 3.  | 〈Hooked Up〉                            |              | 4:37      |
| 4.  | 〈If I Like It, I Do It (Extended Mix)〉 | 케이, 겔더   | 6:58      |
| 5.  | 〈Music of the Mind (기악)〉             |              | 6:22      |
| 6.  | 〈Emergency on Planet Earth〉            |              | 4:03      |
| 7.  | 〈Whatever It Is, I Just Can't Stop〉    | 케이         | 4:06      |
| 8.  | 〈Blow Your Mind〉                       |              | 8:36      |
| 9.  | 〈Revolution 1993〉                      |              | 10:16     |
| 10. | 〈Didgin' Out (기악)〉                   | 케이, 뷰캐넌 | 2:35      |

## 인증
| 국가                                                  | 인증     | 판매량/출하량 |
| ----------------------------------------------------- | -------- | ------------- |
| 프랑스 (SNEP)                                         | 플래티넘 | 300,000*      |
| 일본 (RIAJ)                                           | 플래티넘 | 200,000^      |
| 네덜란드 (NVPI)                                       | 골드     | 50,000^       |
| 스위스 (IFPI 스위스)                                  | 골드     | 25,000^       |
| 영국 (BPI)                                            | 플래티넘 | 300,000^      |
| 요약                                                  |          |               |
| 전 세계                                               | —        | 1,200,000     |
| *판매량을 기반으로 한 인증 ^출하량을 기반으로 한 인증 |          |               |